# Palette (IUのアルバム)
『Palette』（パレット）は、韓国の女性ソロ歌手IUの4作目のアルバム。2017年4月21日にFAVEエンターテインメントから発売された。

## 概要
本作は、2015年発売「CHAT-SHIRE」以来のアルバムであり、フルアルバムとしては2013年発売「Modern Times」以来である。IUはアルバム内の楽曲を作詞およびプロデューサーを務めた。
2017年3月24日と4月7日にアルバム先行曲として『밤편지（→夜の手紙）』とヒョゴのオ・ヒョクがフィーチャリングで参加した『사랑이 잘（→愛がよく）』が配信された。
タイトル曲は、G-DRAGONがフィーチャリングで参加した『Palette』と『이름에게（→名前に）』である。
2017 MelOn Music Awardsでは「今年のアルバム賞」、第27回ソウルミュージックアワードでは「ベストアルバム賞」、第15回韓国大衆音楽賞では「最優秀ポップアルバム賞」を受賞した。

## 収録曲
| #         | タイトル                                            | 作詞               | 作曲                           | 編曲                             | 時間  |
| --------- | --------------------------------------------------- | ------------------ | ------------------------------ | -------------------------------- | ----- |
| 1.        | 「이 지금（→この今）」                              | IU                 | キム・ジェフイ                 | キム・ジェフイ                   | 3:02  |
| 2.        | 「팔레트 (Feat. G-DRAGON of BIGBANG)（→パレット）」 | IU、G-DRAGON (Rap) | IU                             | イ・ジョンフン                   | 3:37  |
| 3.        | 「이런 엔딩（→このようなエンディング）」            | IU                 | サム・キム                     | イ・ジョンフン                   | 4:09  |
| 4.        | 「사랑이 잘 (With オ・ヒョク)（→愛がよく）」        | IU, オ・ヒョク     | IU, オ・ヒョク, イ・ジョンフン | イ・ジョンフン                   | 3:15  |
| 5.        | 「잼잼（→ジャムジャム）」                           | ソヌ・ジョンア, IU | ソヌ・ジョンア                 | ソヌ・ジョンア, ユン・スクチョル | 3:38  |
| 6.        | 「Black Out」                                       | IU                 | イ・ジョンフン                 | イ・ジョンフン                   | 3:47  |
| 7.        | 「마침표 （→ピリオド）」                            | IU                 | ソン・ソンジェ                 | ソン・ソンジェ                   | 3:56  |
| 8.        | 「밤편지（→夜の手紙）」                             | IU                 | キム・ジェフイ, キム・ヒウォン | キム・ジェフイ, キム・ヒウォン   | 4:13  |
| 9.        | 「그렇게 사랑은（→そのように愛は）」                | イ・ビョンウ       | イ・ビョンウ                   | イ・ビョンウ                     | 4:41  |
| 10.       | 「이름에게（→名前に）」                             | IU, キム・イナ     | イ・ジョンフン                 | イ・ジョンフン, ホン・ソジン     | 4:49  |
| 合計時間: | 合計時間:                                           | 合計時間:          | 合計時間:                      | 合計時間:                        | 39:07 |

## チャート成績

### 韓国
- 2017年17週目 Gaonアルバムチャート（2017年4月23日～4月29日）で1位を獲得[4]。年間で70,568枚売り上げた[5]。
- 年間デジタルチャート総合（2017年）で「밤편지」2位、「Palette」7位、「사랑이 잘」17位、「이 지금」84位、「이런 엔딩」90位となった[6]。

### その他
- ビルボードUS World Albums Chartで1位を獲得[7]。
- 台湾ではFive Music 2017年17週目（2017年4月21日～4月27日）で1位を獲得[8]。

- 日本ではオリコンアルバムランキングで96位を獲得。

## 反響
アメリカ
- 2017年12月14日、ビルボード誌は、本作を「2017年のベストK-POPアルバム」で1位のアルバムと掲載した[9]。

- 2018年3月8日、ニューヨーク・タイムズ誌は、「音楽がどこへ行くのかを教えてくれる25曲」として『Palette』を選定した[10]。「K-POPジャンルのありふれた退屈さを壊すシンガーソングライターであり、K-POPで滅多に見ることのできないチャートトップのシンガーソングライター」として、「彼女の省察と、これに対する熟練は感心せざるを得ない」と称賛した。また、この企画でリストアップされた25曲のうち、IUが唯一のK-POPアーティストであり、アジアアーティストであった。

日本
- 2017年6月18日、テレビ朝日系『関ジャム 完全燃SHOW』にて人気音楽プロデューサーが本気で選出した「2017年上半期名曲ベスト5」として、tofubeats氏がIUの『Palette』を選んだ[11]。

## ミュージックビデオ
밤편지 (Through the Night) MV
- MV監督はイ・レギョン (BTSFILM)[12]。
- 2017年3月24日に公開[13]。釜山広域市にある貞蘭閣（水晶洞日本式家屋）で撮影された。
- YouTubeの再生回数は約1億334万回[14]

Palette (Feat. G-DRAGON) MV
- MV監督はイ・レギョン (BTSFILM)[12]。
- 2017年4月21日に公開[15]。

- 2018年12月16日、デビュー以来初めてとなる再生回数1億回突破を果たした[16]。
- YouTubeの再生回数は約1億8,733万回[14]。

이런 엔딩 (Ending Scene) MV
- MV監督はぺ・ドゥハン[17]。
- 2017年4月24日に公開。俳優・キム・スヒョンが友情出演し、IUとカップルを演じた。
- MVでは初めての出会いのときめきから別れの悲しみを童話のような色彩と映像美で描き、映画のワンシーンのように描かれたIUとキム・スヒョンの愛の瞬間は、2人のロマンチックな呼吸、抜群の演技力と調和をなし、リアリティを高めた。幸せな瞬間を一緒に楽しむ2人は、実際の恋人らしい演技を披露し、見る人たちの共感を引き出した。映像の最後に、記憶の紐に縛られていた2人は、お互いの思い出を少しずつ切り捨て、結局自らひとりになってエンディングを飾る[18]。
- YouTubeの再生回数は約4,044万回[14]。

이름에게 (Dear Name) Special Clip
- 2017年4月26日に公開。本作のダブルタイトル曲であるが、MVではなく1theKのスペシャルクリップとして公開された。
- スペシャルクリップはスタジオの中で座って歌うIUを中心に映し出され、IUバンドチームの演奏と高音と低音を行き来しながら炸裂するIUのボーカルが完成度を高めた[19]。
- YouTubeの再生回数は約1,182万回[14]。